# Carl-Henning Pedersen
Carl-Henning Pedersen (Copenhaga, 23 de Setembro de 1913 - Copenhaga, 20 de Fevereiro de 2007) foi um pintor dinamarquês e um membro chave do movimento COBRA.

## Biografia
Nascido em 1913 numa família da classe trabalhadora de Copenhaga, Pedersen foi encorajado a encarar a pintura como um jovem, por Else Alfelt, uma colega de pintura que mais tarde viria a tornar-se na sua primeira mulher.
Algumas vezes chamado de Hans Christian Andersen da pintura, Pedersen foi um artista prolífico conhecido por criar trabalhos coloridos invocando fantasia e contos de fadas. Era um artista autodidacta, e a sua inspiração vinha de artistas como Pablo Picasso, George Braque e Marc Chagall.
Nos finais da década de 1940, Pedersen formou com uma mão cheia de artistas dinamarqueses, belgas e alemães uma união artística conhecida internacionalmente como COBRA, a partir das cidades onde estavam estabelecidos: Copenhaga, Bruxelas e Amesterdão. O grupo produziu pinturas semi-abstractas brilhantemente coloridas, inspiradas no primitivo e na arte folk.
Depois da Segunda Guerra Mundial, Pedersen tornou-se um  dos principais artistas visuais da Dinamarca. Representou o seu país na Bienal de Veneza, feira de arte internacional e foi contactado para criar vários murais públicos.
Pedersen quis doar centenas dos seus trabalhos à sua cidade natal, mas a capital dinamarquesa declinou a honra porque as autoridades disseram que não podiam responsabilizar-se pela sua exibição num museu independente.
A cidade de Herning construiu um museu dedicado ao artista e exibindo centenas das suas pinturas, ilustrações e esculturas. Pedersen também foi nomeado um cidadão honorário de Herning em 2001.
Em  Janeiro de 2007, Pedersen doou uma selecção de trabalhos da sua colecção privada para um museu de Copenhaga, mas a sua doença impediu-o de ir à cerimónia. Viria a falecer no dia 20 de Fevereiro, aos 93 anos, num hospital de Copenhaga, depois de ter estado algum tempo doente. Sobrevive-lhe a sua segunda esposa, Sidsel Ramson.